# Halydaia aurea
Halydaia aurea là một loài ruồi trong họ Tachinidae.